# Dissé-sous-le-Lude
Dissé-sous-le-Lude est une ancienne  commune française, située dans le département de la Sarthe en région Pays de la Loire, devenue le 1er janvier 2018 une commune déléguée au sein de la commune nouvelle du Lude.
Elle est peuplée de 483 habitants.
La commune fait partie de la province historique de l'Anjou, et se situe dans le Baugeois.

## Géographie

### Localisation
Dissé-sous-le-Lude, commune du sud du département de la Sarthe, est située au cœur du Maine angevin. Le village se trouve, en distances orthodromiques, à 43,3 km au sud du Mans, la préfecture du département, à 55,4 km au nord-est d'Angers, à 42,6 km au nord de Saumur, et à 4,4 km au sud du Lude, la ville la plus proche. Les communes limitrophes sont Savigné-sous-le-Lude, Le Lude, ainsi que Broc  et Chigné dans le département de Maine-et-Loire.
|                         | Le Lude (commune déléguée) |                       |
| Savigné-sous-le-Lude    | Dissé-sous-le-Lude         |                       |
| Chigné (Maine-et-Loire) |                            | Broc (Maine-et-Loire) |

### Géologie et relief
La superficie de la commune est de 2 237 hectares. L'altitude varie entre 38 et 111 mètres. Le point le plus haut se situe au sud-est de la commune, dans le bois du « Pau d'Ardenne », tandis que le point le plus bas se situe au nord, sur la Marconne, à la limite communale avec Le Lude.

### Hydrographie
La commune de Dissé-sous-le-Lude est traversée par des affluents du Loir. La Marconne coule du sud vers le nord. Le ruisseau de Ris-Oui coule sur une faible distance à l'ouest.

### Climat
Dissé-sous-le-Lude est soumise à un climat de type océanique dégradé. Les données climatiques sont comparables à celles de la station Le Mans-Arnage, située à près de 35 km à « vol d'oiseau » de la commune.

### Voies de communication et transports
Dissé-sous-le-Lude est desservie par la RD 307, ancienne route nationale 767 qui relie Le Mans à Saumur. Elle entre sur le territoire au nord en provenance du Lude, et repart au sud vers Chigné. Parallèlement à la RD 307, la RD 48 entre au nord depuis Le Lude et quitte Dissé au sud pour rejoindre Broc. La RD 104 B quitte la commune vers l'ouest en direction de Savigné-sous-le-Lude. Au nord, la RD 306, ancienne N 159 reliant Tours à Laval, traverse Dissé-sous-le-Lude sur une courte distance à hauteur du hameau de Raillon.

## Toponymie
Le gentilé est Disséen.

## Histoire

La sénéchaussée de Saumur en Anjou au XVIIIe siècle.

L'histoire de Dissé est intimement attachée à celle du Lude, siège d'un château appartenant aux comtes d'Anjou.
Sous l'Ancien Régime, Dissé-sous-Le-Lude est rattachée à la sénéchaussée angevine de Baugé dépendante de la sénéchaussée principale d'Angers.
La commune dépendait du tribunal spécial ou « grenier à sel » du Lude.
Dissé-sous-Le-Lude fait partie du Haut-Anjou, appelé le Maine angevin, pris sur la province d'Anjou autour des villes de La Flèche, du Lude et rattachée à la Révolution française, le 4 mars 1790 en application de la loi du 22 décembre 1789, à une partie de la province du Maine pour former le département de la Sarthe.

### La légende de saint Martin
La région est marquée par la présence de saint Martin de Vertou qui contribua à l'implantation de nombreuses églises. La légende locale veut que saint Martin de Vertou, constatant l'absence de clocher sur l'église de Dissé, alla chercher celui de Broc et le porta sur son dos jusqu'au village. Harassé par un tel travail, il jeta son marteau. À l'endroit de sa chute, l'outil fit jaillir une fontaine qui est désormais dédiée au saint.

### Fusion de 2018
Le 1er janvier 2018, Dissé-sous-le-Lude intègre avec la commune du Lude créée sous le régime juridique des communes nouvelles instauré par la loi no 2010-1563 du 16 décembre 2010 de réforme des collectivités territoriales. Les communes de Dissé-sous-le-Lude et du Lude deviennent des communes déléguées et Le Lude est le chef-lieu de la commune nouvelle.

## Politique et administration

### Liste des maires
| Période                                  | Période       | Identité        | Étiquette | Qualité                    |
| ---------------------------------------- | ------------- | --------------- | --------- | -------------------------- |
| Les données manquantes sont à compléter. |               |                 |           |                            |
| 1989                                     | mars 2008     | Jean Meunier    |           |                            |
| mars 2008                                | mars 2014     | Jacky Decers    | SE        | Exploitant agricole        |
| mars 2014                                | décembre 2017 | Michel Raveneau | SE        | Retraité de la gendarmerie |

### Élections

#### Élection présidentielle 2007
- Résultats du premier tour

Inscrits : 467, 
Abstentions : 64 (13,70 %), 
Votants : 403 (86,30 %),
Blancs : 11 (2,73 %), 
Exprimés : 392 (97,27 %).
Nicolas Sarkozy : 122 voix (31,12 %), 
François Bayrou : 74 voix (18,88 %), 
Ségolène Royal : 69 voix (17,60 %), 
Jean-Marie Le Pen : 56 voix (14,29 %), 
Philippe de Villiers : 22 voix (5,61 %), 
Olivier Besancenot : 16 voix (4,08 %), 
José Bové : 11 voix (2,81 %), 
Dominique Voynet : 6 voix (1,53 %), 
Arlette Laguiller : 6 voix (1,53 %), 
Frédéric Nihous : 5 voix (1,28 %), 
Marie-George Buffet : 4 voix (1,02 %), 
Gérard Schivardi : 1 voix (0,26 %).
- Résultats du second tour

Inscrits : 467, 
Abstentions : 73 (15,63 %), 
Votants : 394 (84,37 %), 
Blancs : 21 (5,33 %), 
Exprimés : 373 (94,67 %).
Nicolas Sarkozy : 226 voix (60,59 %), 
Ségolène Royal : 147 voix (39,41 %).

#### Élections législatives 2007
|                                                          | Dissé-sous-le-Lude | 3e circonscription La Flèche - Saint-Calais |
| -------------------------------------------------------- | ------------------ | ------------------------------------------- |
| Éveline Abecassis : Lutte ouvrière                       | 3,21 %             | 1,32 %                                      |
| Loic Bardin : Mouvement Démocrate                        | 2,81 %             | 5,44 %                                      |
| Gérard Baudry : Parti des travailleurs                   | 2,01 %             | 1,42 %                                      |
| Jean-Pierre Chuine : La France en action                 | 0,80 %             | 0,70 %                                      |
| Gabrielle Couillin : Front national                      | 2,41 %             | 3,71 %                                      |
| Sadia Drissi : Sans étiquette                            | 4,02 %             | 3,09 %                                      |
| Christian Hérault : Sans étiquette                       | 0,80 %             | 0,69 %                                      |
| Huguette Hérin : Parti communiste français               | 2,41 %             | 3,28 %                                      |
| Agnès Lorilleux : Parti socialiste                       | 19,28 %            | 26,35 %                                     |
| Béatrice Pavy : Union pour un mouvement populaire        | 55,02 %            | 47,08 %                                     |
| Thierry Pradier : Les Verts                              | 2,01 %             | 3,75 %                                      |
| Anne-Marie Savigny : Chasse, pêche, nature et traditions | 0,80 %             | 1,07 %                                      |
| Nathalie Sebille : Mouvement pour la France              | 4,42 %             | 2,10 %                                      |

|                                                   | Dissé-sous-le-Lude | 3e circonscription La Flèche - Saint-Calais |
| ------------------------------------------------- | ------------------ | ------------------------------------------- |
| Béatrice Pavy : Union pour un mouvement populaire | 65,56 %            | 55,14 %                                     |
| Agnès Lorilleux : Parti socialiste                | 34,44 %            | 44,86 %                                     |

## Population et société

### Démographie
En 2022, la commune comptait 483 habitants. Depuis 2004, les enquêtes de recensement dans les communes de moins de 10 000 habitants ont lieu tous les cinq ans (en 2004, 2009, 2014, etc. pour Dissé-sous-le-Lude) et les chiffres de population municipale légale des autres années sont des estimations.
| 1793 | 1800 | 1806 | 1821 | 1831 | 1836 | 1841 | 1846 | 1851 |
| ---- | ---- | ---- | ---- | ---- | ---- | ---- | ---- | ---- |
| 816  | 788  | 777  | 913  | 800  | 889  | 874  | 870  | 872  |

| 1856 | 1861 | 1866 | 1872 | 1876 | 1881 | 1886 | 1891 | 1896 |
| ---- | ---- | ---- | ---- | ---- | ---- | ---- | ---- | ---- |
| 840  | 862  | 866  | 891  | 854  | 857  | 862  | 870  | 886  |

| 1901 | 1906 | 1911 | 1921 | 1926 | 1931 | 1936 | 1946 | 1954 |
| ---- | ---- | ---- | ---- | ---- | ---- | ---- | ---- | ---- |
| 860  | 852  | 847  | 777  | 787  | 723  | 767  | 729  | 703  |

| 1962 | 1968 | 1975 | 1982 | 1990 | 1999 | 2004 | 2009 | 2014 |
| ---- | ---- | ---- | ---- | ---- | ---- | ---- | ---- | ---- |
| 627  | 594  | 591  | 649  | 594  | 556  | 571  | 583  | 557  |

| 2018 | - | - | - | - | - | - | - | - |
| ---- | - | - | - | - | - | - | - | - |
| 539  | - | - | - | - | - | - | - | - |

### Activité culturelle et manifestations
- La commune dispose d'un terrain de boule de fort, jeu de boule traditionnel de l'Anjou.
- Pêche.
- Sentiers de randonnées et balades à vélo (cartes et circuits disponibles auprès de l'office de tourisme du Lude, voir en liens).
- La commune est traversée par le sentier de grande randonnée GR36 qui relie Ouistreham à Bourg-Madame.

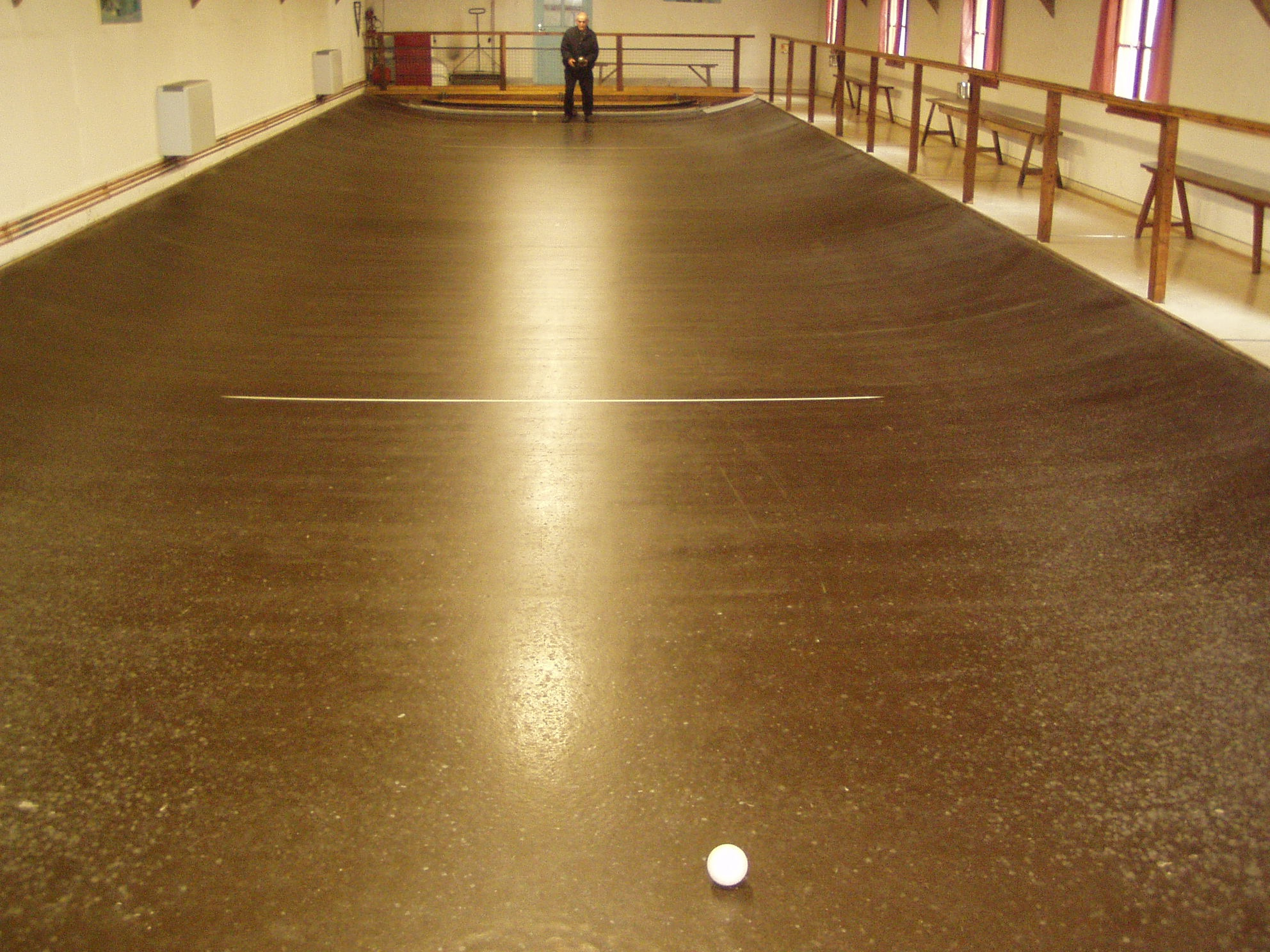
Un terrain de boule de fort.

## Économie
En 2010, le revenu fiscal médian par ménage était de 27 420 €, ce qui plaçait Dissé-sous-le-Lude au 18 774e rang parmi les 31 525 communes de plus de 39 ménages en métropole.
En 2009, la population âgée de 15 à 64 ans s'élevait à 389 personnes, parmi lesquelles on comptait 71 % d'actifs dont 62,7 % ayant un emploi et 8,2 % de chômeurs.
On comptait 70 emplois dans la zone d'emploi, contre 88 en 1999. Le nombre d'actifs ayant un emploi résidant dans la zone d'emploi étant de 249, l'indicateur de concentration d'emploi est de 28,1 %, ce qui signifie que la zone d'emploi offre un peu moins d'un emploi pour trois habitants actifs.
L'économie de la commune est fortement liée au secteur primaire. Au 31 décembre 2010, Dissé-sous-le-Lude comptait 60 établissements : 34 dans l’agriculture-sylviculture-pêche, 3 dans l'industrie, 3 dans la construction, 17 dans le commerce-transports-services divers et 3 étaient relatifs au secteur administratif. En 2011, trois entreprises ont été créées à Dissé-sous-le-Lude, toutes par des autoentrepreneurs.
|                                           | Dissé-sous-le-Lude | National |
| ----------------------------------------- | ------------------ | -------- |
| Agriculteurs                              | 11 %               | 2,4 %    |
| Artisans, commerçants, chefs d'entreprise | 8,2 %              | 6,4 %    |
| Cadres, professions intellectuelles       | 2,7 %              | 12,1 %   |
| Professions intermédiaires                | 11 %               | 22,1 %   |
| Employés                                  | 12,3 %             | 29,9 %   |
| Ouvriers                                  | 54,8 %             | 27,1 %   |

### Logement
|                               | Dissé-sous-le-Lude | National |
| ----------------------------- | ------------------ | -------- |
| Résidences principales        | 78,9 %             | 83 %     |
| Résidences secondaires        | 13,4 %             | 10,1 %   |
| Logements vacants             | 7,7 %              | 8 %      |
|                               |                    |          |
| Maisons individuelles         | 99,5 %             | 56,8 %   |
| Logements collectifs          | 0 %                | 40,4 %   |
| Autres types d'habitations    | 0,5 %              | 2,8 %    |
|                               |                    |          |
| Studios                       | 0,5 %              | 6,4 %    |
| Logements de 2 pièces         | 6,3 %              | 12,8 %   |
| Logements de 3 pièces         | 20,9 %             | 22,5 %   |
| Logements de 4 pièces         | 32 %               | 26,8 %   |
| Logements de 5 pièces et plus | 40,3 %             | 31,5 %   |

## Culture locale et patrimoine

### Lieux et monuments
Dissé-sous-le-Lude comporte plusieurs monuments notables : 
- le château de Lorrière (ou Laurière), seconde moitié du XVe siècle, restauré et agrandi de 1865 à 1875 selon les plans d'Ernest Dainville, puis remanié de 1922 à 1939, inscrit au titre des monuments historiques en 2001[15] ;
- le château de la Cour-de-Broc, de la fin du Moyen Âge et du XVIIe siècle ;
- le château du Mortier, du Moyen Âge, XVIe ou XVIIe et XIXe siècles ;
- l'église Saint-Martin-de-Vertou, des XIe et XVe siècles, incendiée, elle est reconstruite en 1869 ;
- le menhir du château de Lorière ;
- la fontaine Saint-Martin, du XVIIe siècle, en pierre ;
- le prieuré (ancien) Sainte-Marie, dit l'abbaye du Raillon, avec sa chapelle, des XIe, XIIe et XVe siècles.

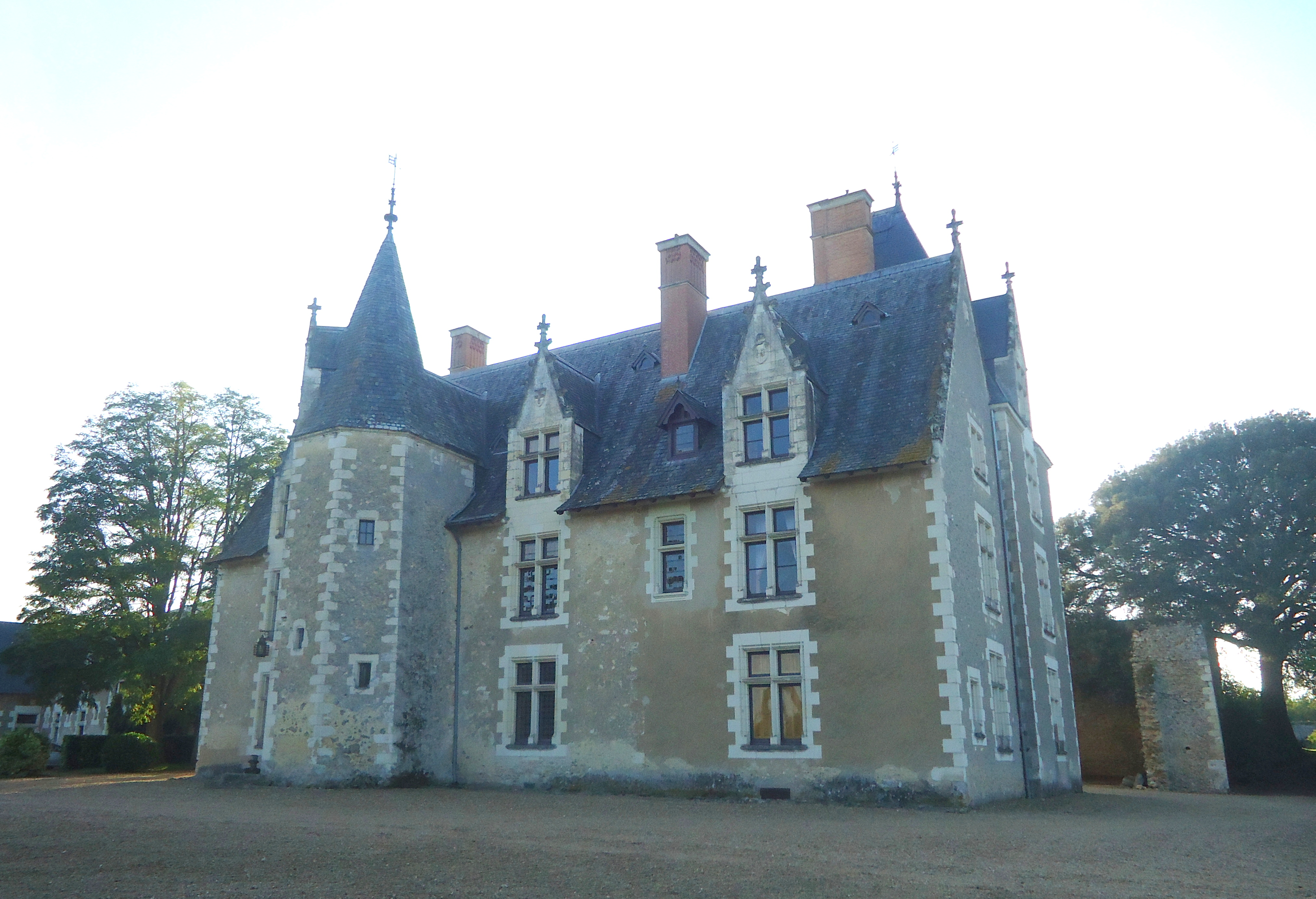
Le château de Lorrière.
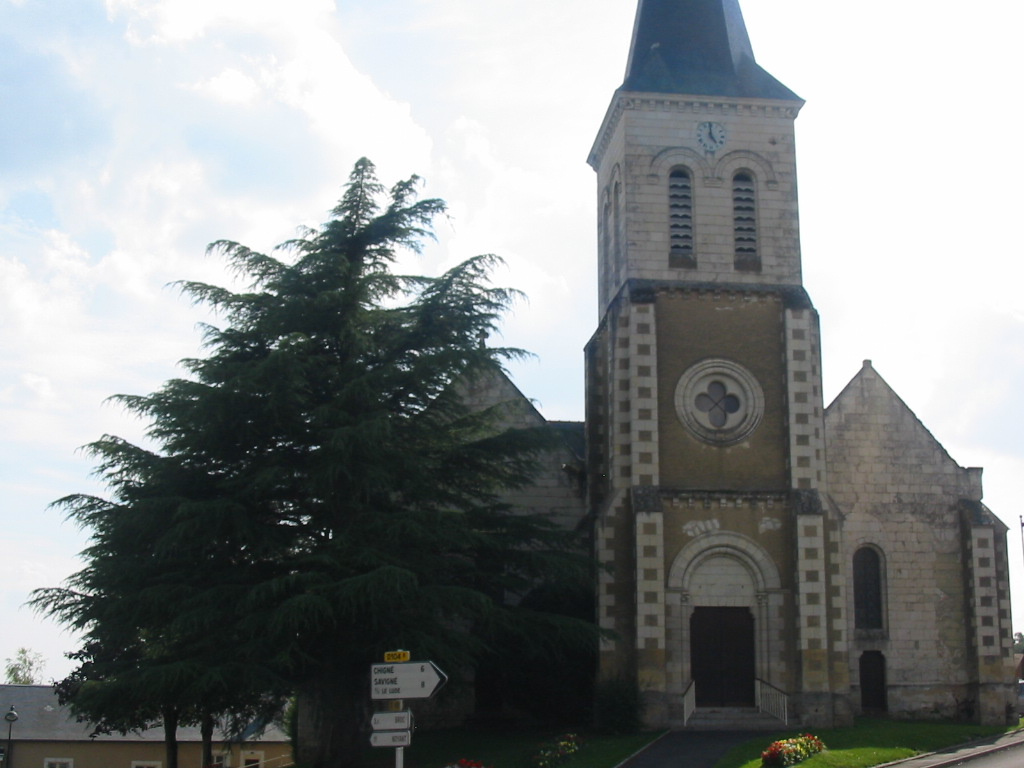
L'église Saint-Martin-de-Vertou.
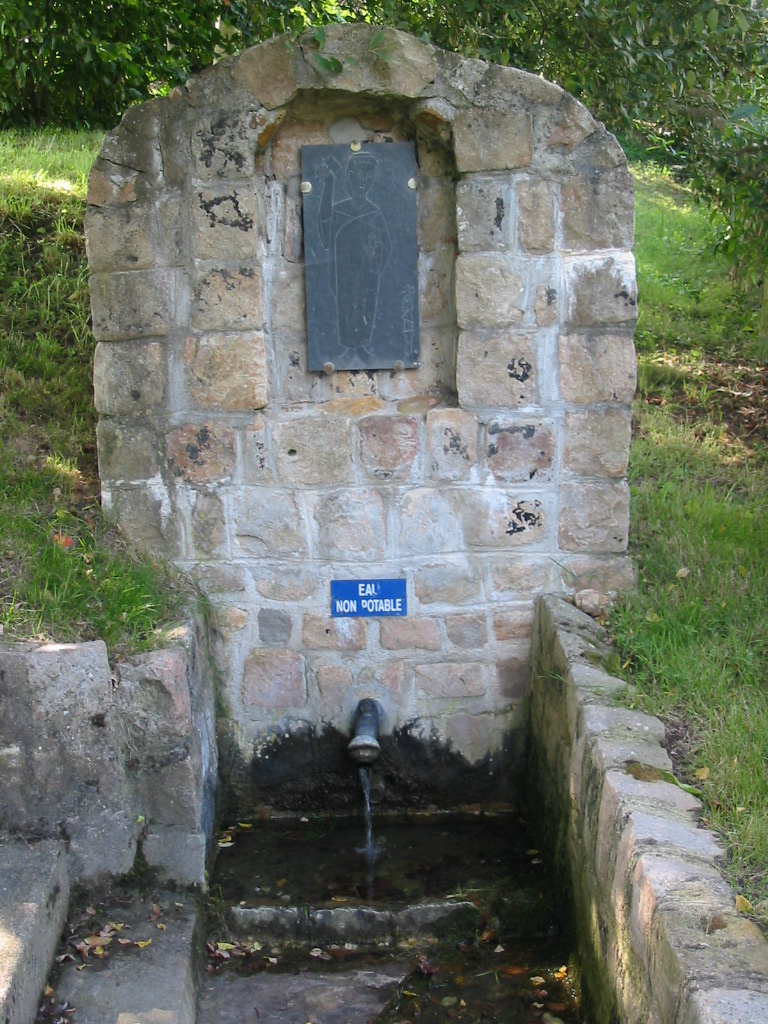
La fontaine Saint-Martin.
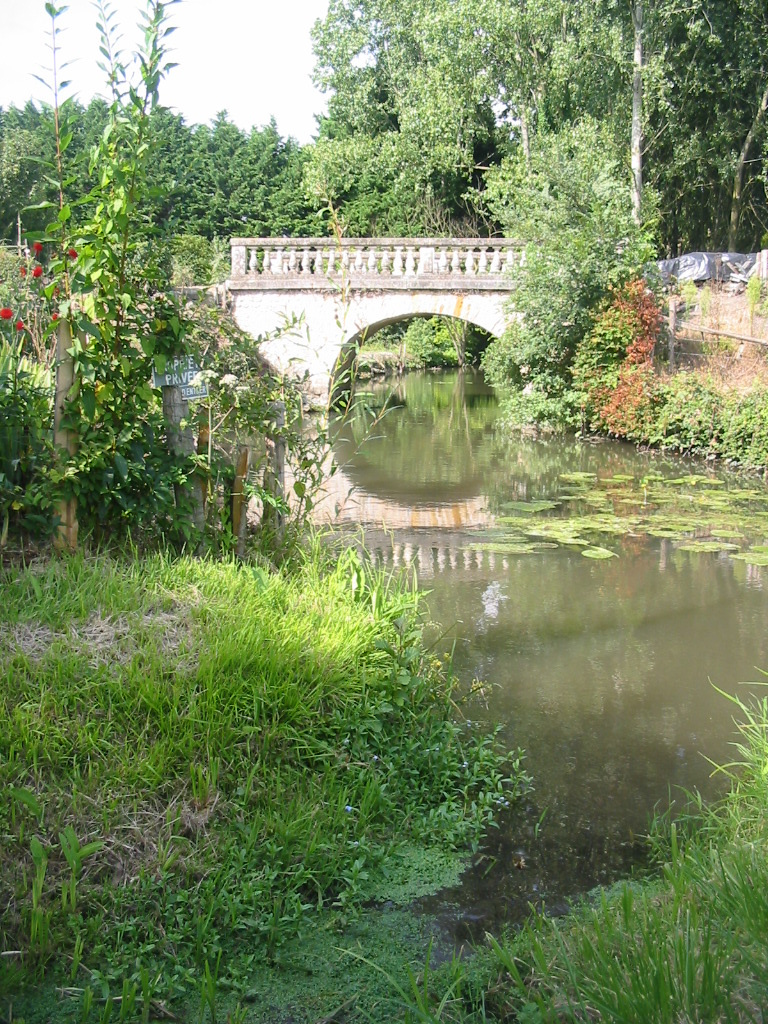
La Marconne.
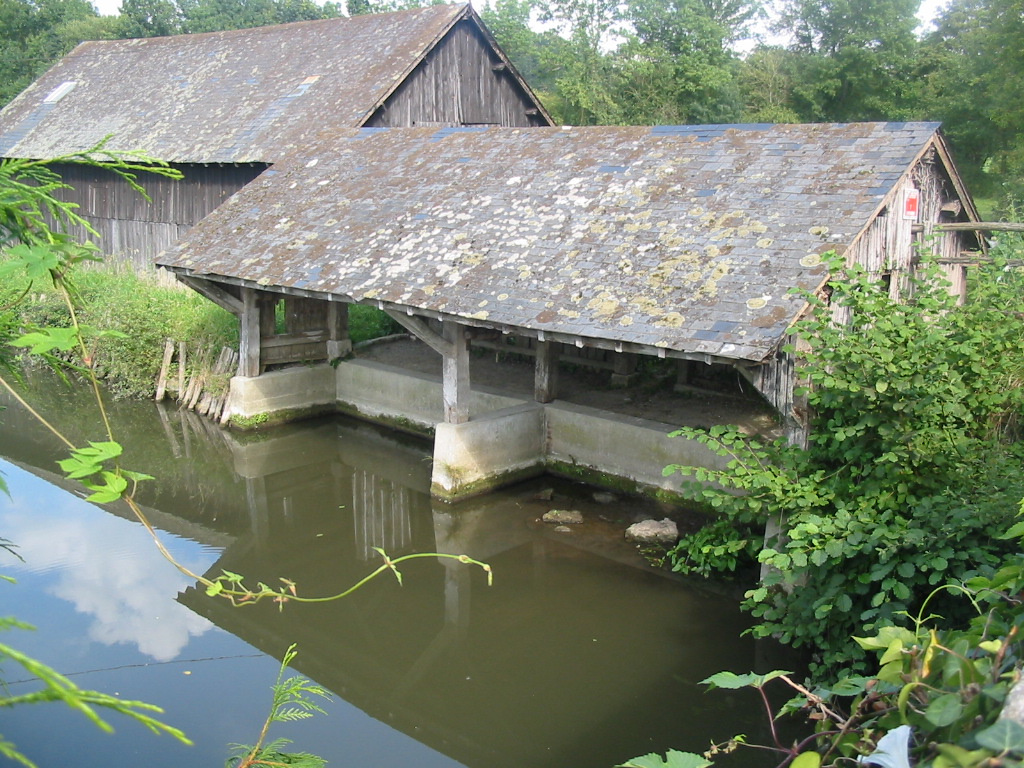
Le lavoir.
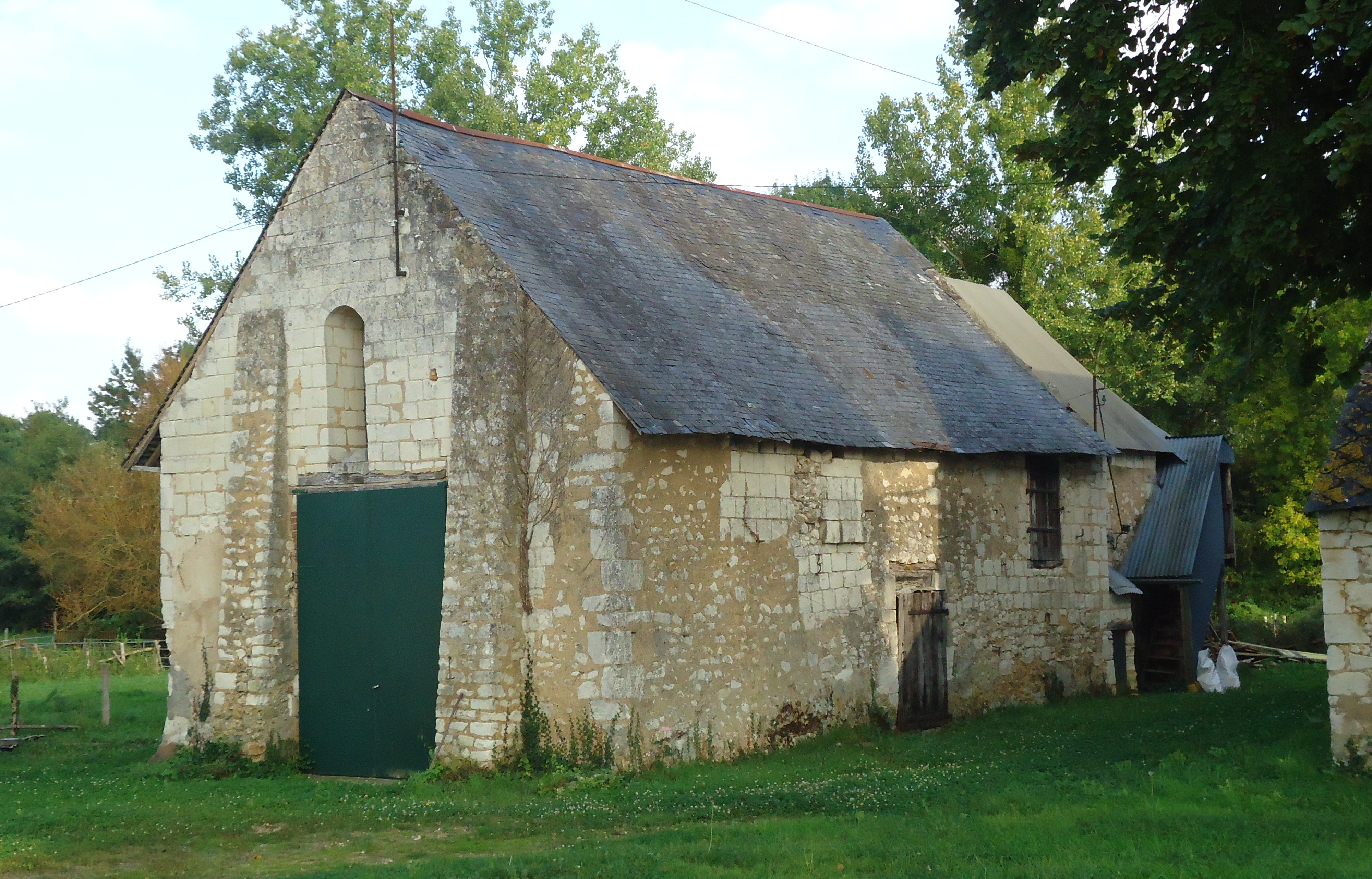
La chapelle du prieuré (ancien) Sainte-Marie.
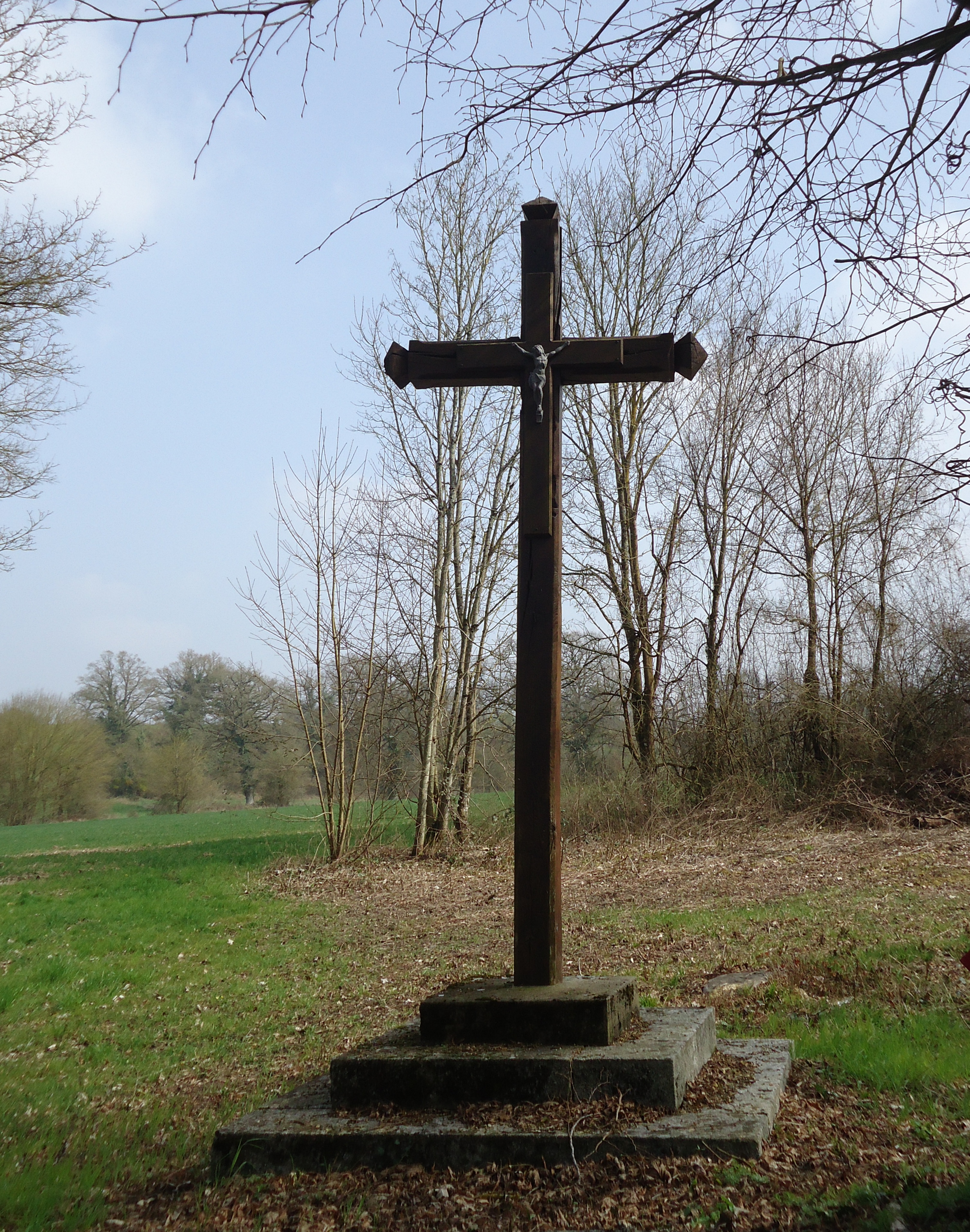
Un calvaire.
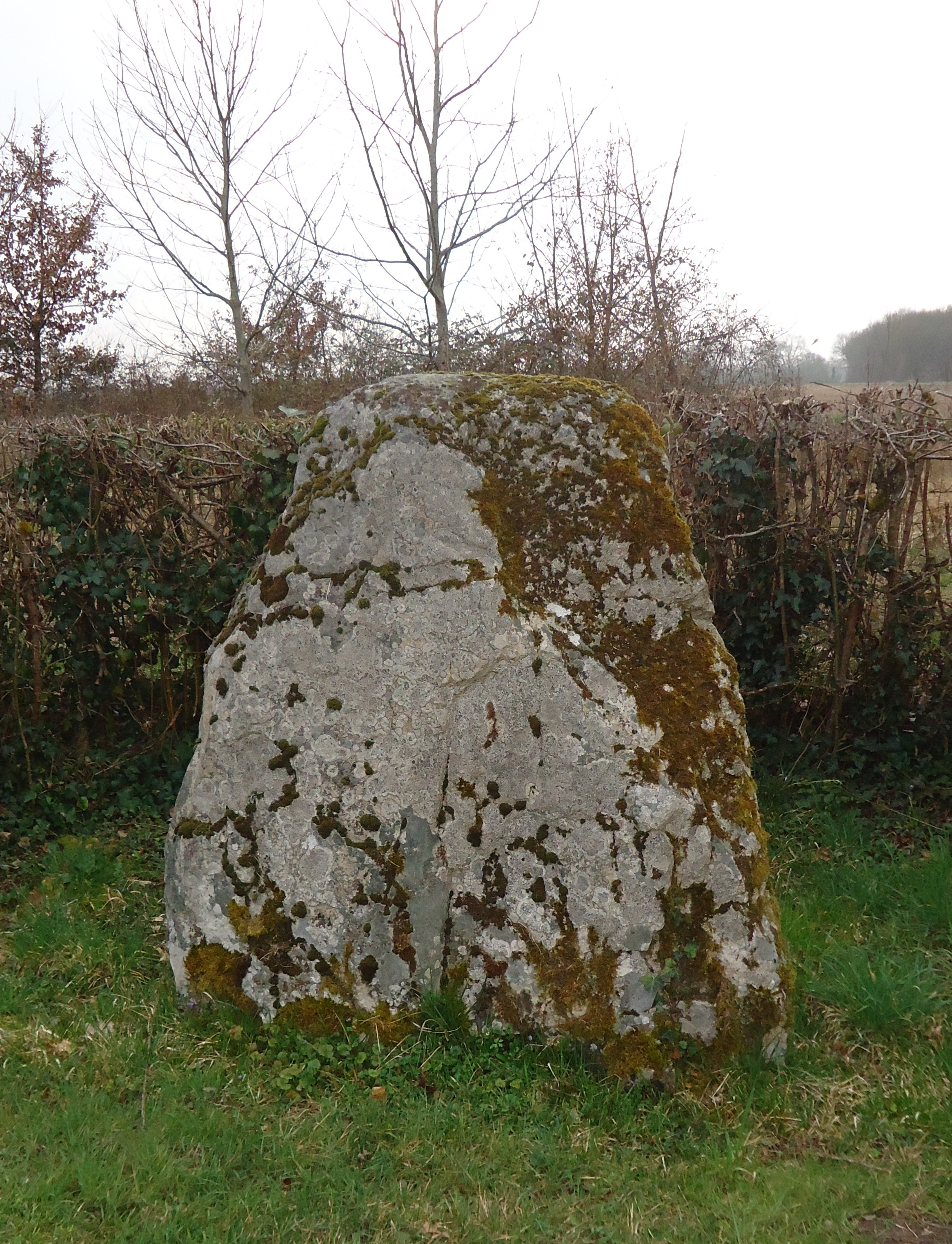
Le menhir de Lorrière.